# Astorgio Agnesi

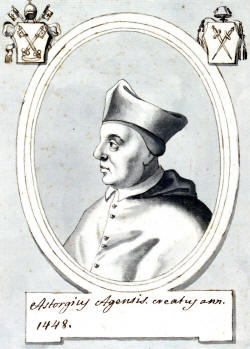
Kardinal Astorgio Agnesi

Astorgio Agnesi (* 1389 in Neapel; † 10. Oktober 1451 in Rom) war ein Kardinal der katholischen Kirche.

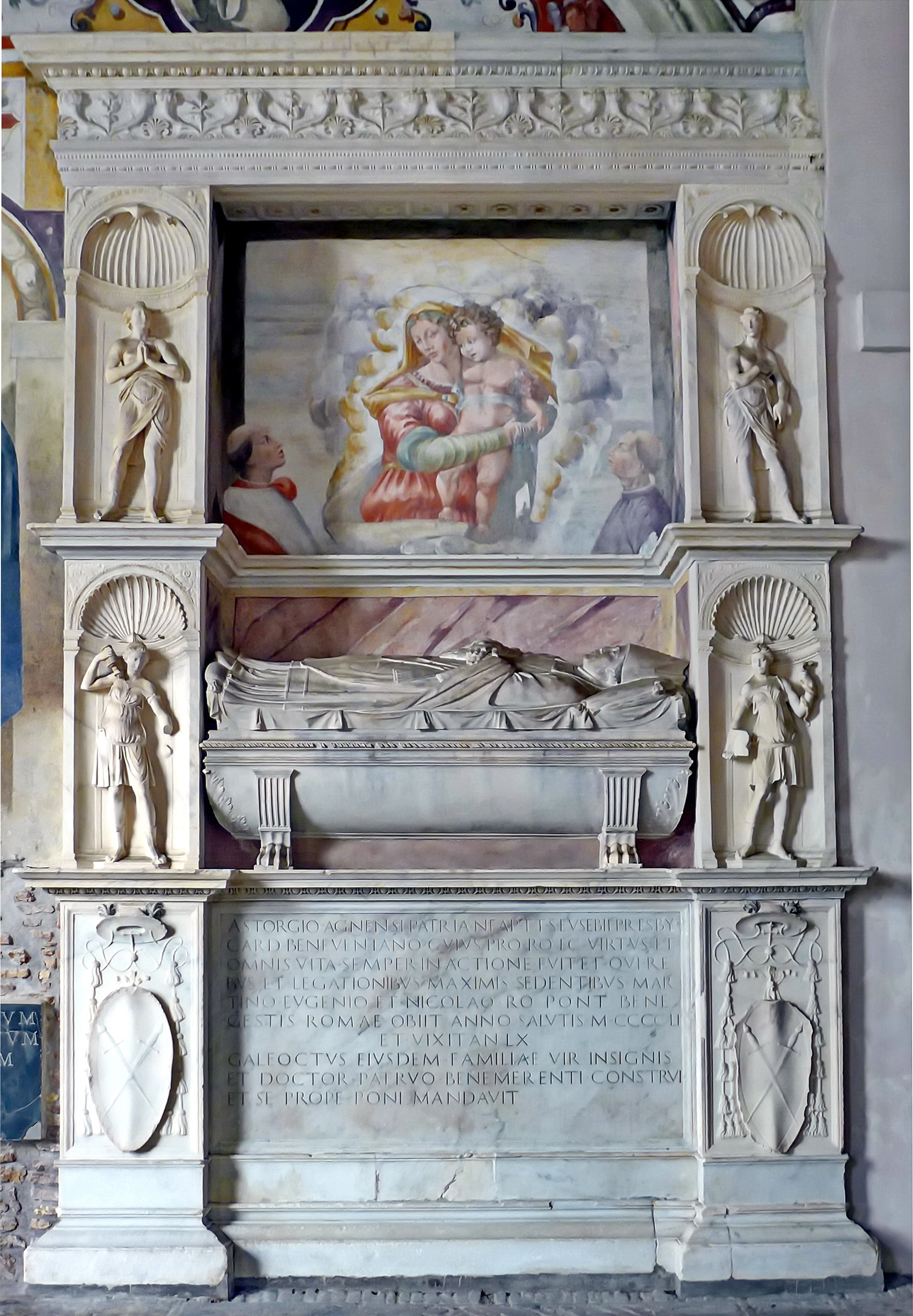
Grabmal des Kardinals im Kreuzgang von Santa Maria sopra Minerva in Rom

Kardinalswappen (modernes Schema)

Die kirchliche Laufbahn dieses Klerikers aus dem neapolitanischen Adel setzte 1411 mit der Ernennung zum Bischof von Mileto durch den Gegenpapst Johannes XXIII. ein, der 1413 die Versetzung nach Ravello folgte. Martin V. ernannte Agnesi 1418 zum Bischof von Melfi, 1419 versetzte er ihn nach Ancona.  Von 1436 an war Agnesi Erzbischof von Benevent und wurde am 20. Dezember 1448 von Papst Nikolaus V. zum Kardinal der Titelkirche Sant’Eusebio erhoben.